# Malá Vrbka
Pour les articles homonymes, voir Vrbka.
Malá Vrbka (en allemand : Klein Würbka, précédemment : Klein Wrbka) est une commune du district de Hodonín, dans la région de Moravie-du-Sud, en Tchéquie. Sa population s'élevait à 161 habitants en 2020.

## Géographie
Malá Vrbka se trouve à 11 km au sud-est de Veselí nad Moravou, à 25 km à l'est de Hodonín, à 73 km au sud-ouest de Brno et à 257 km au sud-est de Prague.
La commune est limitée par Tasov à l'ouest et au nord et par Hrubá Vrbka àl'est, au sud et à l'ouest.

## Histoire
La première mention écrite du village date de 1447.